# Červenec 2020

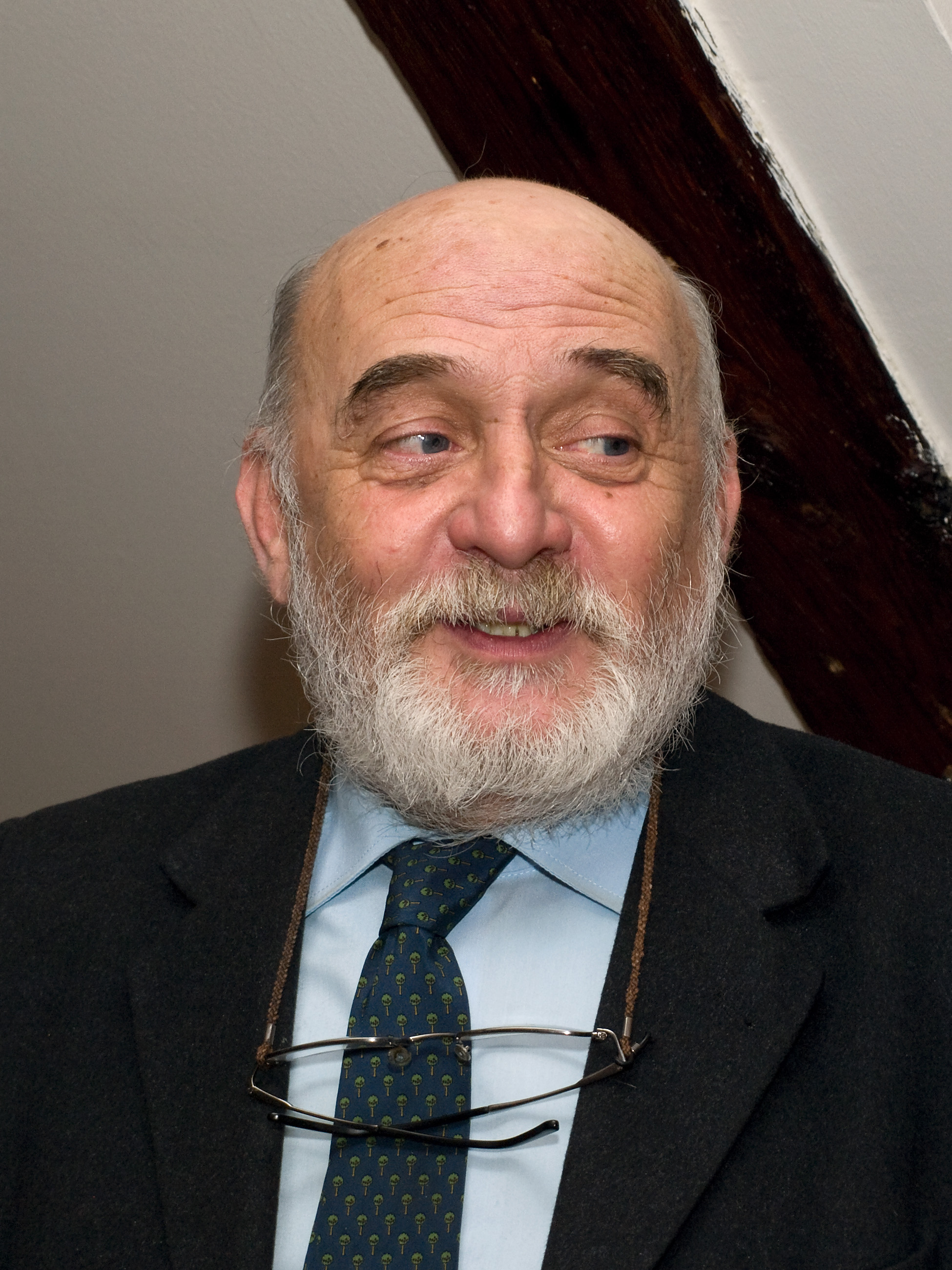
Jiří T. Kotalík

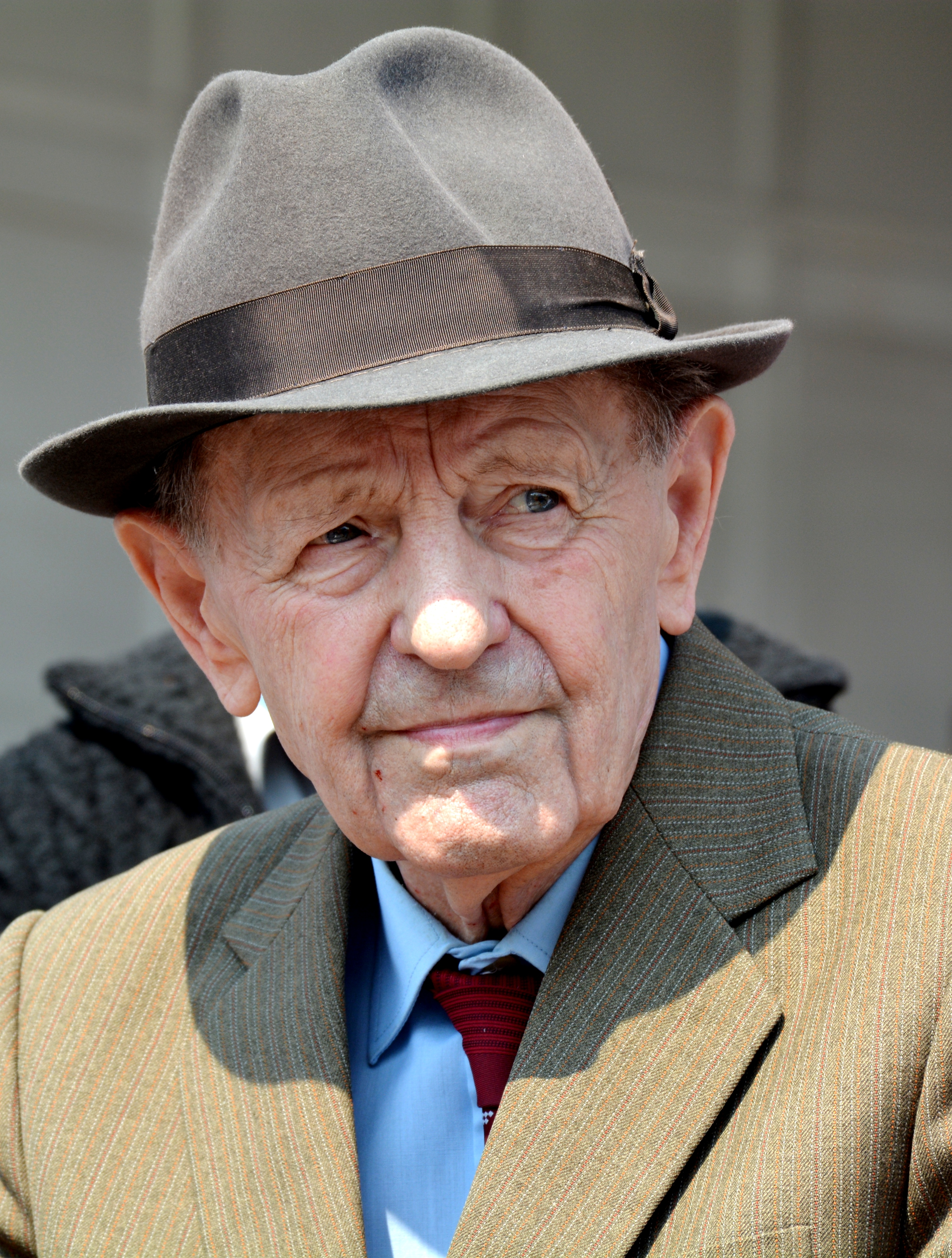
Miloš Jakeš

Toto je archivovaný článek z portálu Aktuality.
1. července – středa
 V Rusku skončilo odložené referendum o změnách ústavy umožňujících prezidentu Vladimiru Putinovi další dvě volební období. Podle předběžných výsledků souhlasně. 
2. července – čtvrtek
 Ve věku 69 let zemřel Jiří T. Kotalík (na obrázku), historik umění, bývalý rektor AVU, generální ředitel NPÚ a předseda SVU Mánes. 
 Odvolací soud rozhodl, že za výroky prezidenta Miloše Zemana o novináři Ferdinandu Peroutkovi se stát musí jeho vnučce omluvit. 
3. července – pátek
 Kvůli šíření koronaviru v dolech Darkov, ČSM-Sever a ČSM-Jih uzavřela společnost OKD všechny své doly na 6 týdnů. 
 V arménském Gjumri byl nalezen mrtvý ruský voják sloužící na tamní ruské vojenské základně. 
6. července – pondělí

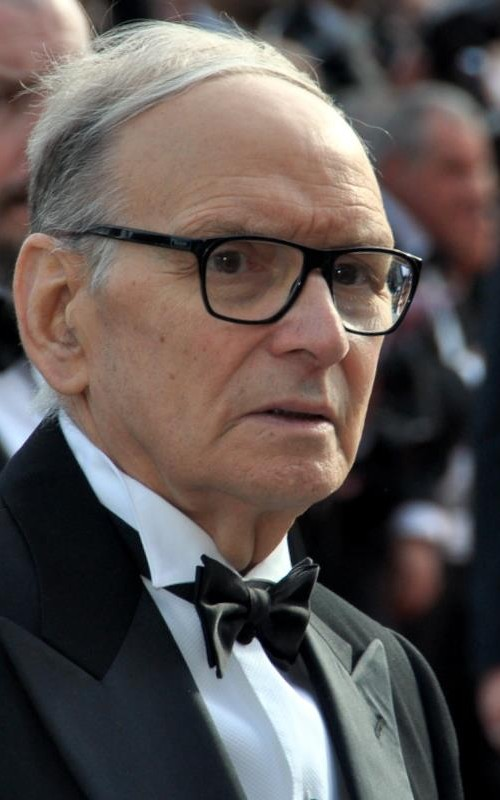
Ennio Morricone

 Ve věku 91 let zemřel Ennio Morricone (na obrázku), italský hudební skladatel a dirigent, obzvláště známý svou filmovou hudbou. 
 V Austrálii byla kvůli probíhající pandemii uzavřena hranice mezi státy Victoria a Nový Jižní Wales. Tato hranice byla naposledy uzavřena během pandemie španělské chřipky v roce 1919. 
7. července – úterý
 Nejméně dva mrtvé a desítky zraněných si vyžádala železniční nehoda na trati číslo 142 u Perninku v Krušných horách na Karlovarsku. 
9. července – čtvrtek
 Ve věku 97 let zemřel Miloš Jakeš (na obrázku), komunistický politik, který v letech 1987–1989 působil jako generální tajemník ÚV KSČ.
10. července – pátek
 Prezident Recep Tayyip Erdoğan vydal dekret umožňující přeměnu Hagie Sofie z muzea od roku 1935 zpět na mešitu. 
 Evropská centrální banka přijala Bulharsko a Chorvatsko do Evropského mechanismu směnných kurzů do ERM II. 
 V Benátské laguně byl po 17 letech výstavby spuštěn ochranný system  MOSE (Mojžíš) pro ochranu města Benátek před záplavami, způsobenými vysokým přílivem. 
11. července – sobota
 Generální prokuratura Ruské federace vyšetřila příčinu smrti členů Ďatlovovy výpravy z roku 1959. 
12. července – neděle

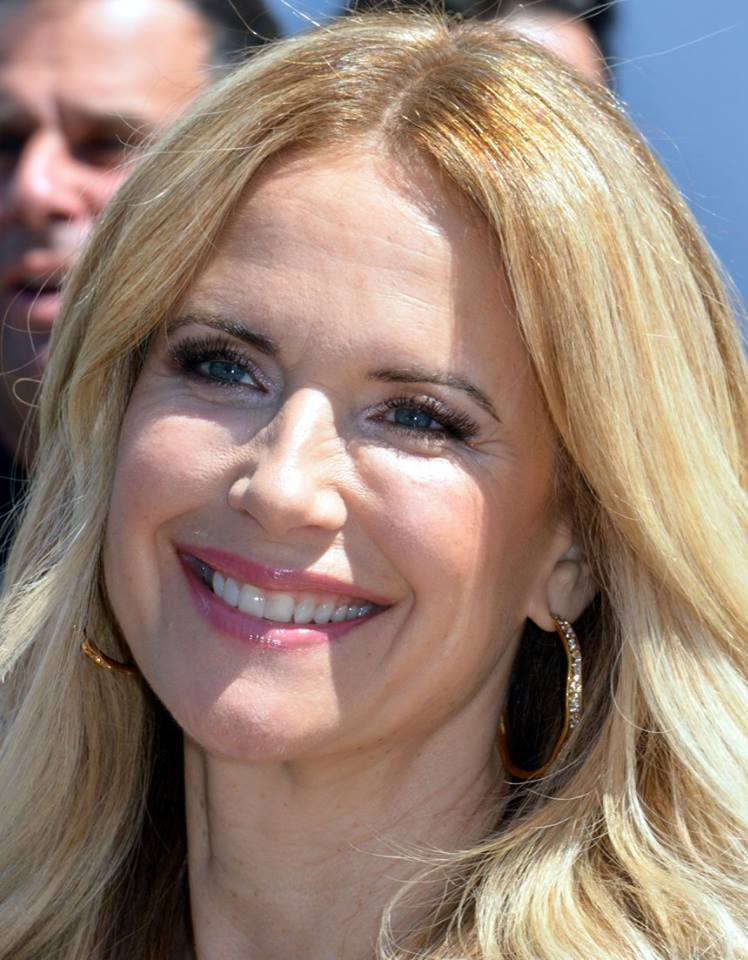
Kelly Preston

 Ve věku 57 let zemřela herečka Kelly Preston (na obrázku). 
 V Polsku proběhlo 2. kolo prezidentských voleb, v nichž podle předběžných výsledků s 51 % hlasů zvítězil dosavadní prezident Andrzej Duda nad varšavským primátorem Rafałem Trzaskowskim. 
14. července – úterý
 Nejméně třicet zraněných a jednoho mrtvého si vyžádala železniční nehoda na trati 011 před stanicí Český Brod ve večerních hodinách. 

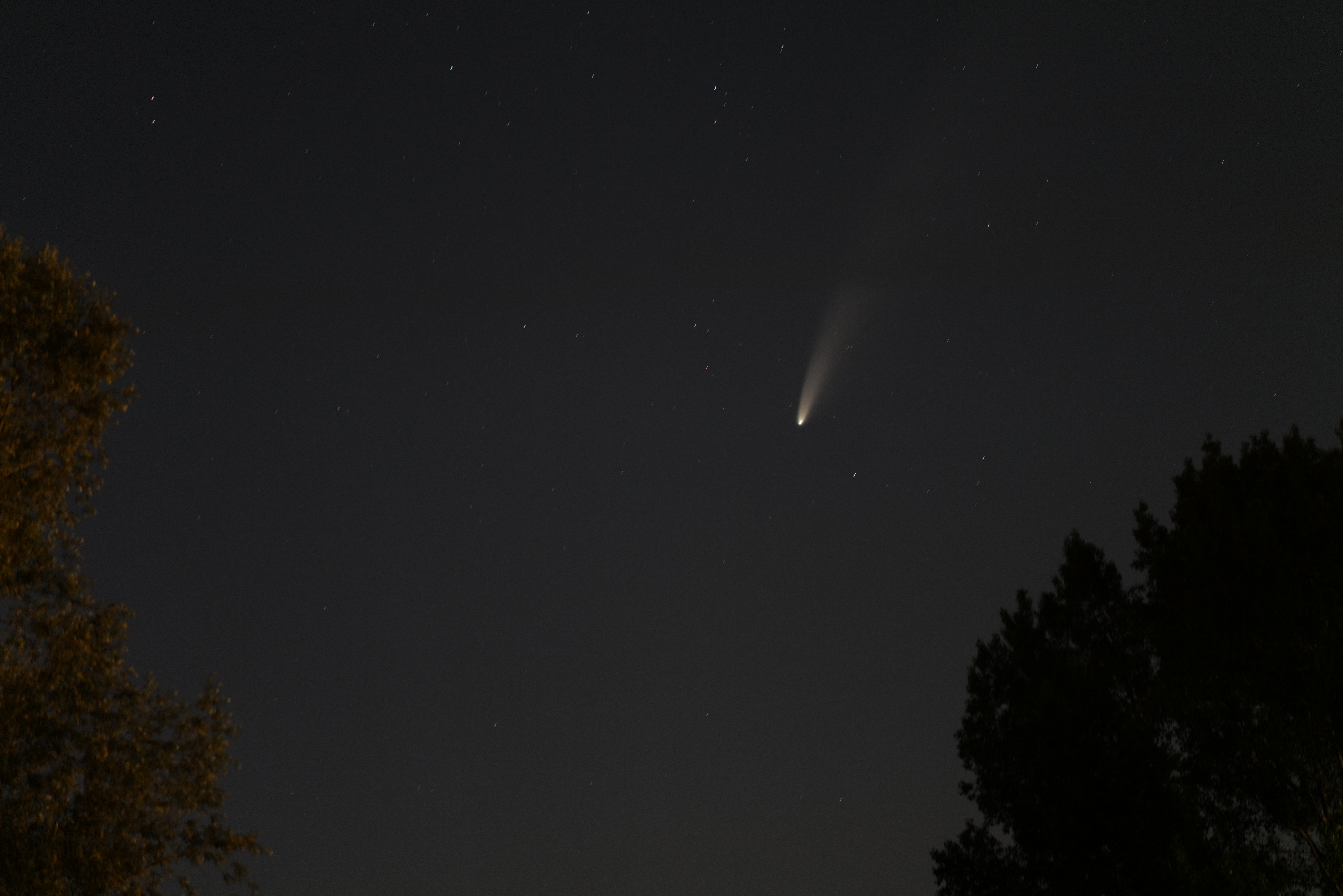
Kometa Neowise

 Kometa Neowise (na obrázku) byla na severní polokouli viditelná pouhým okem. 
 Ve věku 67 let zemřel Jindřich Kabát, spisovatel, psycholog, vysokoškolský učitel a první ministr kultury České republiky. 
 Na arménsko-ázerbájdžánské hranici pokračovaly ozbrojené konflikty. 
15. července – středa
 V Muzeu Kampa začaly hořet klimatizační jednotky a technické zázemí muzea. 
 Mezinárodní olympijský výbor přeložil Letní olympijské hry mládeže v Dakaru z roku 2022 na rok 2026 z důvodu pandemie nemoci covid-19.
 Etiopie zahájila napouštění Velké etiopské renesanční přehrady na Modrém Nilu. 
16. července – čtvrtek
 Norské pohřební služby požádaly vládu o pomoc, protože z důvodu bezpečnostních opatření kolem pandemie covidu-19 lidé umírali méně, počet pohřbů rapidně klesl a pořádané pohřby byly méně nákladné. 
17. července – pátek

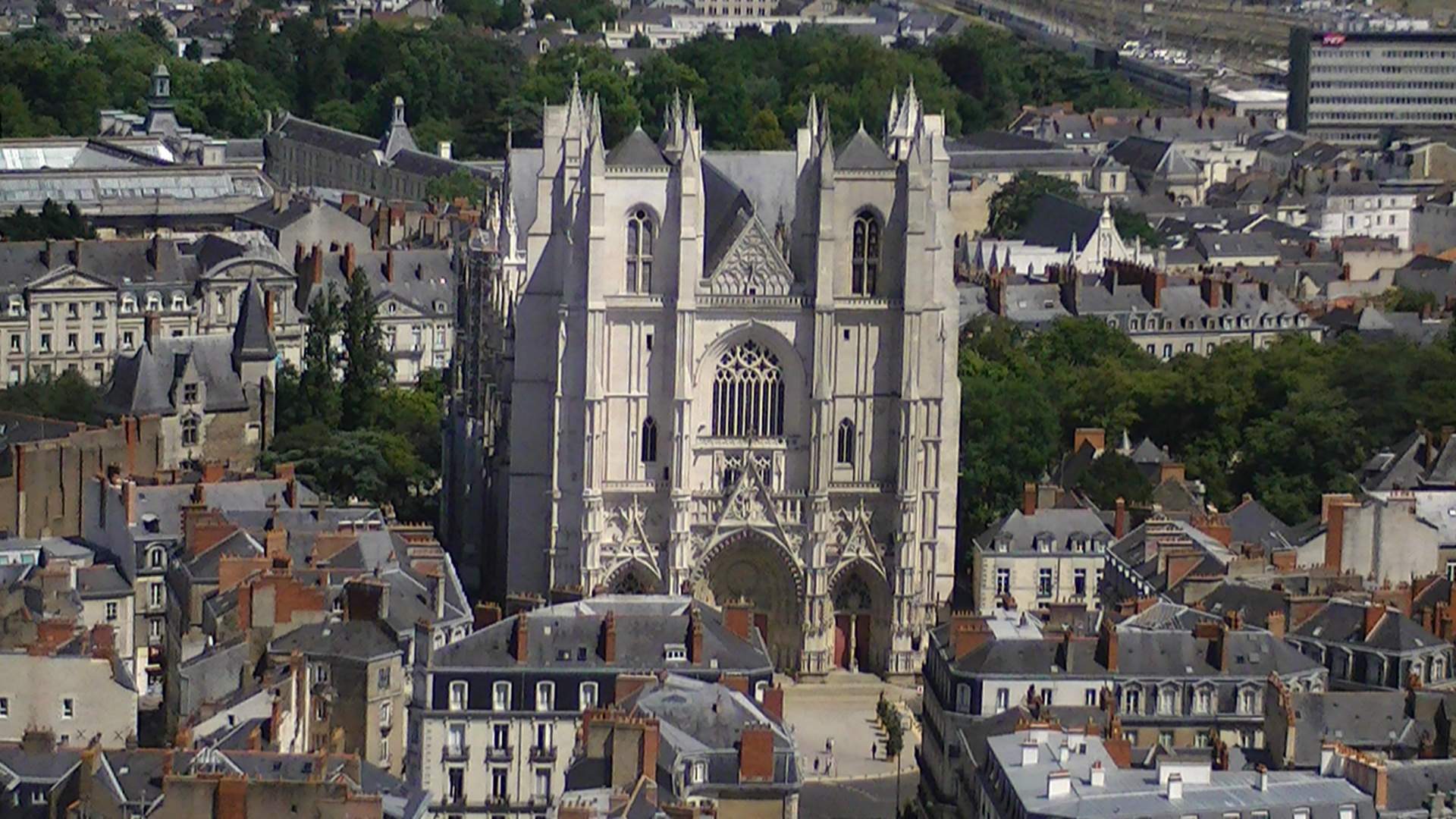
Katedrála svatého Petra a Pavla v Nantes

 Ve věku 80 let zemřel demokratický kongresman a bojovník za občanská práva Afroameričanů John Lewis. 
 Ministr zdravotnictví Adam Vojtěch a krajští hygienici nařídili kvůli šíření koronaviru pro celý Moravskoslezský kraj znovu povinné nošení roušek ve veřejné dopravě a vnitřních prostorách, restaurace a bary musí být od 23:00 do 8:00 uzavřené a hromadné akce se bude moci účastnit maximálně 100 lidí, a to s okamžitou platností. 
18. července – sobota

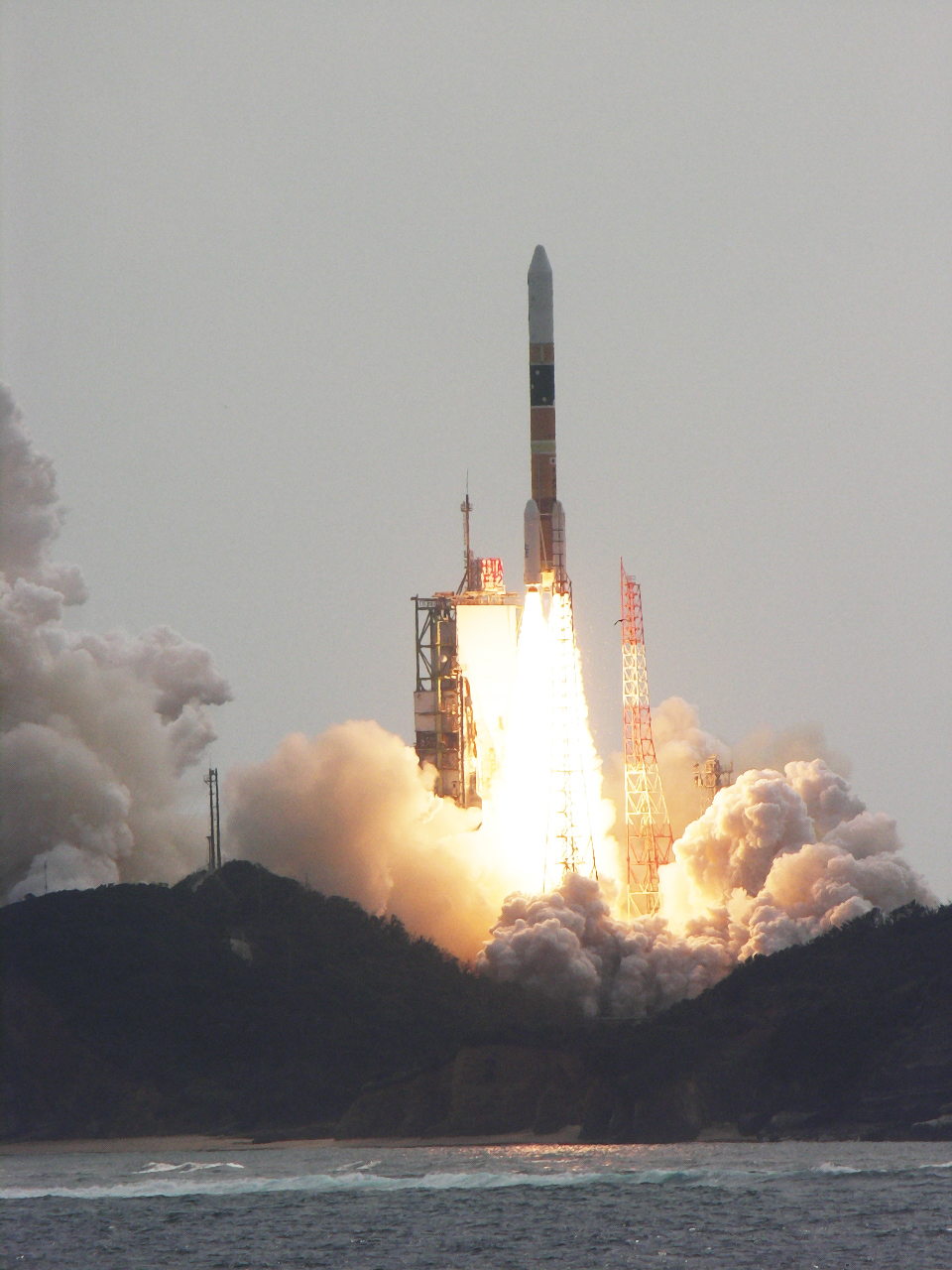
Start rakety H-IIA

 Vytrvalé, vydatné deště vyvolaly záplavy na téměř celém území Číny. Počet obětí na životech dosáhl 150 osob, evakuováno bylo minimálně 75 000 lidí, škody čítaly stovky milionů dolarů. 
 Katedrálu svatého Petra a Pavla (na obrázku) v Nantes zasáhl požár, jehož pravděpodobnou příčinou bylo žhářství. 
 V Chabarovsku vyšly do ulic desítky tisíc demonstrantů, kteří protestovali proti zatčení gubernátora Sergeje Furgala. 
19. července – neděle
 Z kosmodromu Tanegašima odstartovala k Marsu japonská raketa H-IIA (na obrázku) nesoucí sondu Naděje Spojených arabských emirátů. 
20. července – pondělí
 V Ostravě na Masarykově náměstí se konala demonstrace kvůli pátečním omezením pro celý Moravskoslezský kraj ohledně šíření koronaviru. 
21. července – úterý

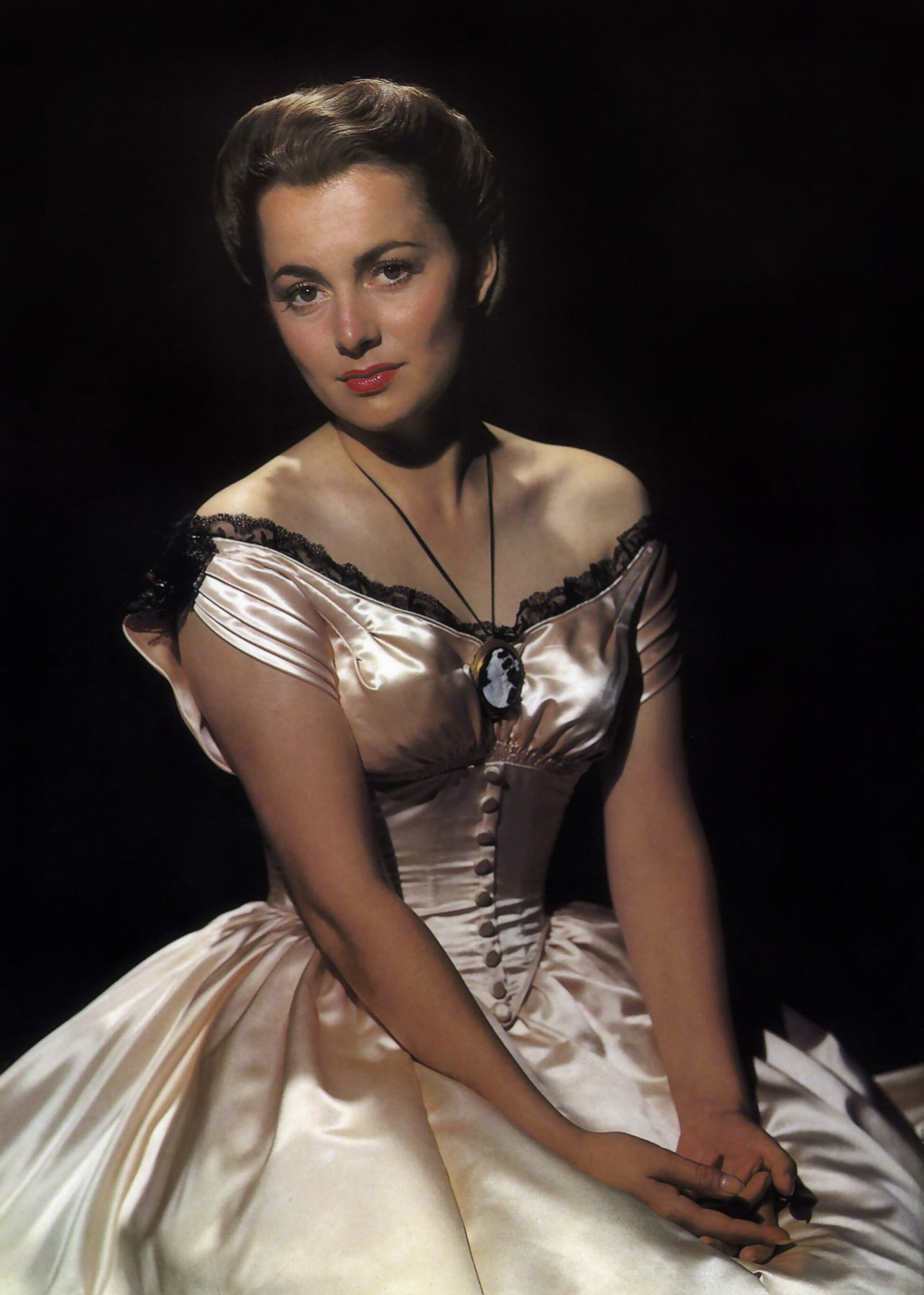
Olivia de Havilland

 Greta Thunbergová obdržela ocenění Nadace Calouste Gulbenkiana. Odměnu s ním spojenou ve výši jeden milion eur se rozhodla věnovat na podporu projektů, které čelí „klimatické a ekologické krizi“. 
22. července – středa
 Ve věku 95 let zemřel Miloš Nesvadba, herec, spisovatel, ilustrátor, výtvarník, komiksový kreslíř, karikaturista a divadelní i televizní scénograf. 
26. července – neděle
 Ve věku 104 let zemřela americká filmová herečka Olivia de Havilland (na obrázku). 
 V centrální části Portugalska propukl silný požár, se kterým bojuje přes 850 hasičů a vláda vyhlásila na další dny „stav výstrahy“ pro celou zemi. 
 Ministr zdravotnictví Adam Vojtěch nařídil audit údajů o počtu nakažených covidem-19 v Česku. Po revidování se výrazně snížila statistika, 1 775 aktivních případů bylo označeno za vyléčené. 
27. července – pondělí

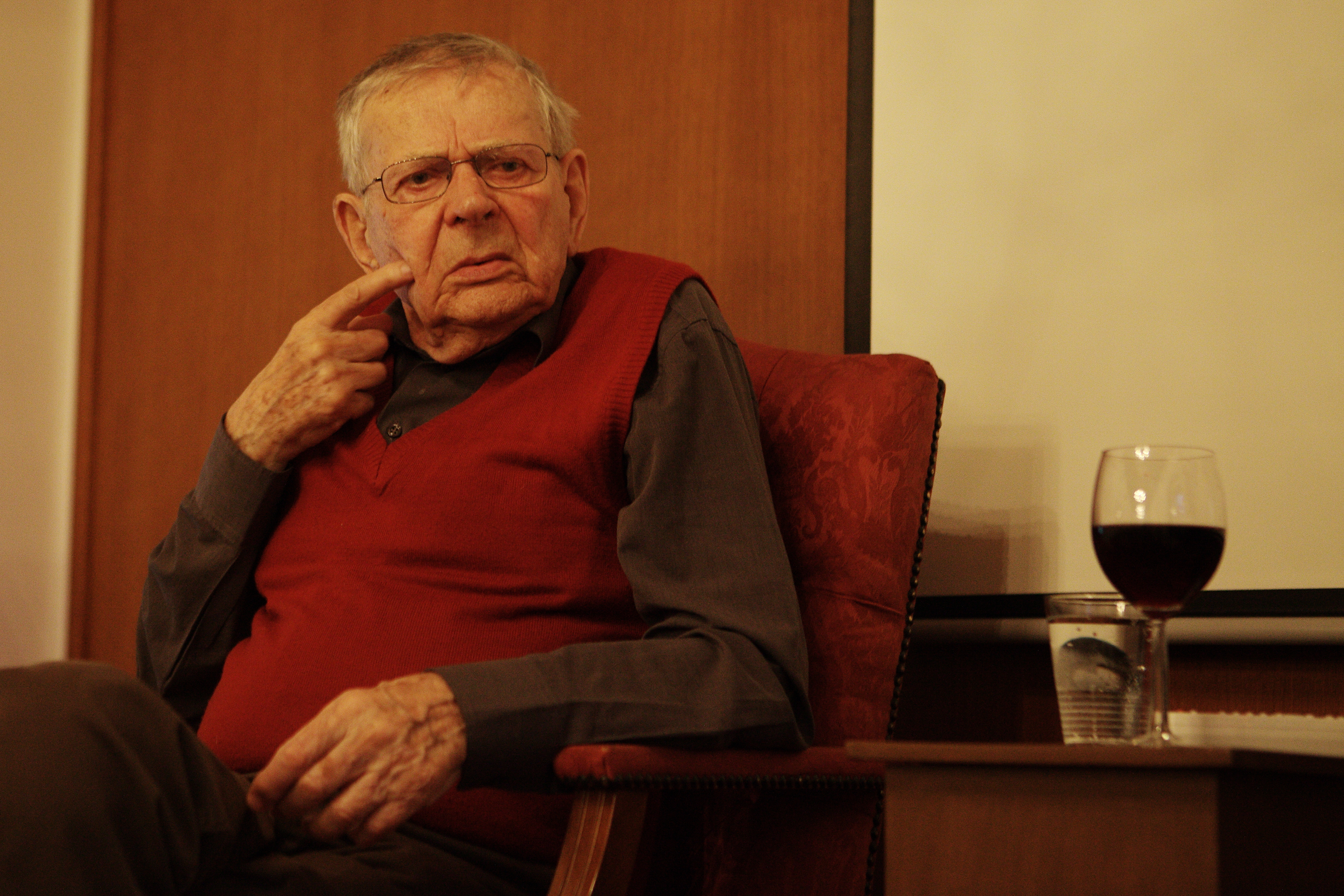
Jan Skopeček

 Ve věku 94 let zemřel Jan Skopeček (na obrázku), herec, dabér a dramatik. 
 Do Mekky se začali sjíždět účastníci muslimské poutě Hadždž. Úřady kvůli pandemii covidu-19 udělily povolení jen 10 tisícům místních lidí namísto obvyklých více než 2 milionů. 
 Cena zlata dosáhla historického maxima kolem 1 945 dolarů (zhruba 43 600 korun) za troyskou unci. Příčinou byly obavy z negativních hospodářských dopadů pandemie covidu-19 a z rostoucího napětí mezi USA a Čínou.
30. července – čtvrtek

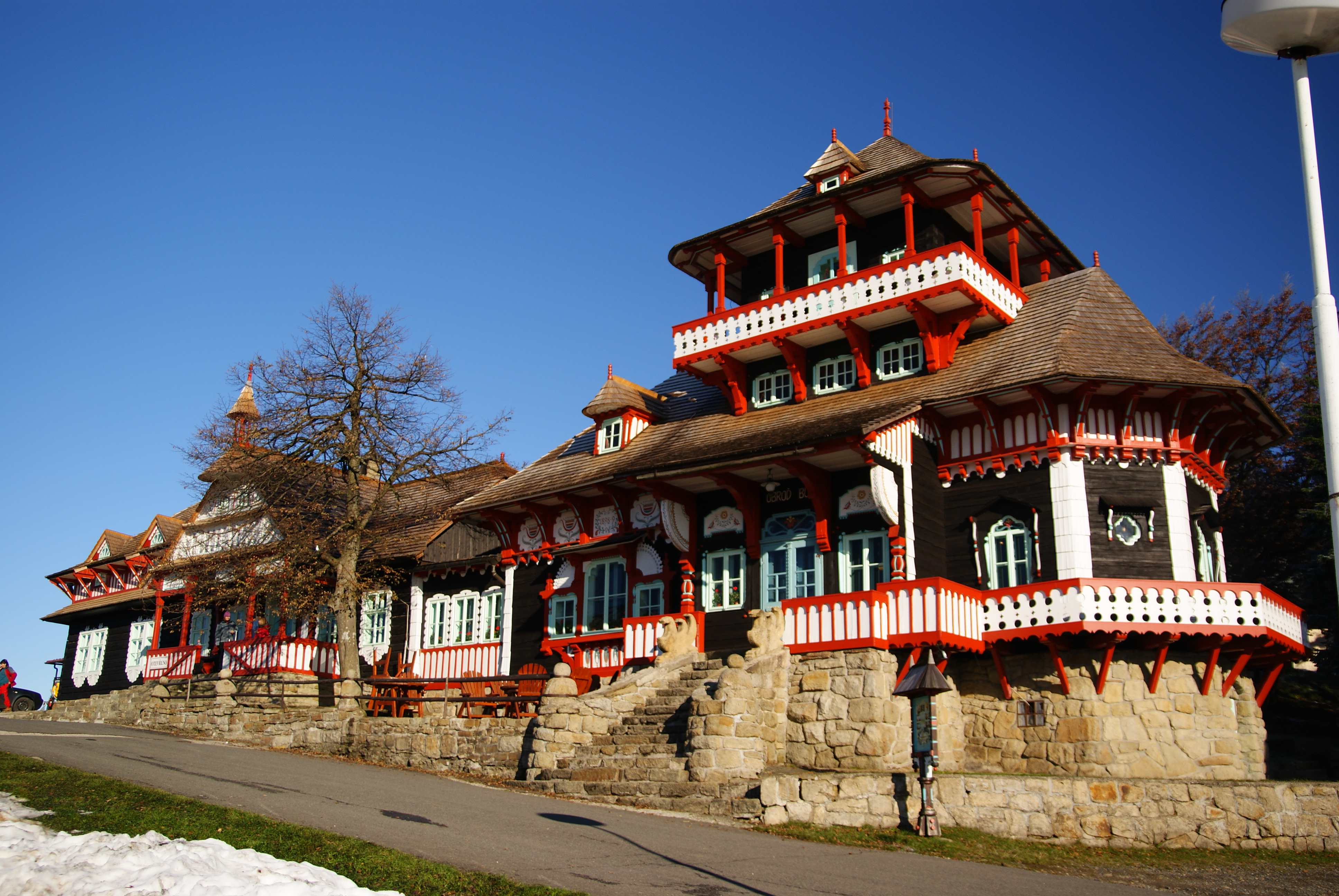
Chata Pustevny

 Po šesti letech od požáru se znovu otevřela na Pustevnách obnovená chata Libušín (na obrázku). 
 Agentura Bloomberg informovala, že se americká ekonomika ve 2. čtvrtletí roku propadla o historicky rekordních 32,9 %. 
 Z Mysu Canaveral odstartovala raketa Atlas V, která vynesla vozítko Perseverance a helikoptéru Ingenuity, určené k průzkumu Marsu. 